# HD 48434
HD 48434，又名BD+04 1414，SAO 114324、HR 2479，是一颗恒星，视星等为5.9，位于銀經208.54，銀緯0.06，其B1900.0坐标为赤經6h 38m 22.1s，赤緯+4° 0.06′ 54″。